# Aloisius Joseph Muench
Pour les articles homonymes, voir Münch.
Aloisius Joseph Muench  (né le 18 février 1889 à Milwaukee (Wisconsin) et mort le 15 février 1962 à Rome), est un cardinal américain de l'Église catholique du XXe siècle, nommé par le pape Jean XXIII.

## Biographie
Allemands d'origine, ses parents émigrent aux États-Unis pendant leur jeunesse.
En 1919, il intègre l'Université de Fribourg, où il obtient un doctorat en sciences sociales en 1921.
Aloisius Muench fait du travail apostolique dans l'archidiocèse de Milwaukee et est professeur et recteur du séminaire de Milwaukee.
Il est nommé évêque de Fargo en 1935 et est consacré le 15 octobre de la même année par Amleto Cicognani avec comme co-consécrateurs William Richard Griffin (en) et Christian Herman Winkelmann (en). Il est envoyé comme délégué apostolique auprès des Forces américaines en Allemagne (1946-1949). Muench est régent de la nonciature en Allemagne, puis nonce apostolique en Allemagne à partir de 1949. Il est nommé archevêque titulaire de Sélymbrie (de) en 1959. Le pape Jean XXIII le crée cardinal lors du consistoire du 14 décembre 1959.

## Succession apostolique
Aloisius Joseph Muench a ordonné les évêques suivants :
- Évêque Vincent James Ryan (en) (1940)
- Évêque William Theodore Mulloy (en) (1945)
- Évêque Johannes Bydolek (de) (1949)
- Évêque Matthias Wehr (de) (1951)
- Cardinal Opilio Rossi (1953)